# Élections législatives de 1951 dans l'Indre
Les élections législatives françaises de 1951 se tiennent le 17 juin. Ce sont les deuxièmes élections législatives de la Quatrième République.

## Mode de scrutin
Représentation proportionnelle plurinominale suivant la méthode du plus fort reste dans 103 circonscriptions, conformément à la loi des apparentements : les listes qui se sont « apparentées » avant l'élection remportent tous les sièges de la circonscription si leurs voix ajoutées obtiennent la majorité absolue des suffrages exprimés. Il y a 629 sièges à pourvoir.
Le vote préférentiel est admis. 
Dans le département de l'Indre, quatre députés sont à élire.

## Candidats

### Liste du Parti communiste français
| N° | Candidats | Candidats        | Parti | Principales fonctions                              |
| -- | --------- | ---------------- | ----- | -------------------------------------------------- |
| 01 |           | Marcel Peyrat    | PCF   | Moniteur d'auto-école, député sortant, Issoudun    |
| 02 |           | Georges Pirot    | PCF   | Fermier à Jeu-les-Bois, député sortant             |
| 03 |           | Marcelle Régnier | PCF   | Sage-femme                                         |
| 04 |           | Aimé Esmelin     | PCF   | Instituteur, conseiller général du canton de Vatan |

### Liste radicale et radicale-socialiste, programme du RGR
| N° | Candidats | Candidats       | Parti   | Principales fonctions                                                                        |
| -- | --------- | --------------- | ------- | -------------------------------------------------------------------------------------------- |
| 01 |           | Édouard Ramonet | Radical | Député sortant, maire de Châteauroux                                                         |
| 02 |           | Roger Morève    | Radical | Commerçant (négociant en grains et farines), conseiller général, maire de Mézières-en-Brenne |
| 03 |           | André Chabenat  | Radical | Industriel, conseiller général, maire de La Châtre                                           |
| 04 |           | René Wissocq    | Radical | Docteur vétérinaire, conseiller général du canton d'Ardentes                                 |

### Liste du Parti socialiste SFIO
| N° | Candidats | Candidats       | Parti | Principales fonctions                                                                              |
| -- | --------- | --------------- | ----- | -------------------------------------------------------------------------------------------------- |
| 01 |           | Léon Boutbien   | SFIO  | Médecin, conseiller de l'Union française, ancien déporté politique                                 |
| 02 |           | Fernand Portier | SFIO  | Conseiller général du canton de Saint-Benoit-du-Sault, maire de Chaillac                           |
| 03 |           | Maurice Vallé   | SFIO  | Conseiller général du canton d'Issoudun-Sud, conseiller municipal d'Issoudun, mégissier            |
| 04 |           | Fernand Boisson | SFIO  | Maire de Poulaines, conseiller général du canton de Saint-Christophe-en-Bazelle, ancien commerçant |

### Liste du Centre national des indépendants et paysans
| N° | Candidats | Candidats        | Parti                  | Principales fonctions                                |
| -- | --------- | ---------------- | ---------------------- | ---------------------------------------------------- |
| 01 |           | Louis Chevallier | CNIP                   | Professeur, député sortant MRP, directeur de journal |
| 02 |           | Maurice Charlot  | Rassemblement National | Négociant                                            |
| 03 |           | Jacques Vincent  | PPUS                   | Propriétaire exploitant                              |
| 04 |           | Joseph Grisard   | CNIP                   | Retraité                                             |

### Liste du rassemblement des groupes républicains et indépendants français
| N° | Candidats | Candidats                      | Parti | Principales fonctions |
| -- | --------- | ------------------------------ | ----- | --------------------- |
| 01 |           | Jacques Durand-Lemazurier      | RGRIF | Industriel            |
| 02 |           | Xavier Martin de Saint-Thorent | RGRIF | Journaliste           |
| 03 |           | René Masserot                  | RGRIF | Négociant             |
| 04 |           | Yvonne Le Forestier            | RGRIF |                       |

### Liste du Rassemblement du peuple français
| N° | Candidats | Candidats         | Parti | Principales fonctions                                                 |
| -- | --------- | ----------------- | ----- | --------------------------------------------------------------------- |
| 01 |           | René Thomas       | RPF   | Industriel                                                            |
| 02 |           | Benjamin Tréfault | RPF   | Agriculteur à Chezelles                                               |
| 03 |           | Elisabeth Mesrine | RPF   | Présidente de l'Ouvroir antituberculeux                               |
| 04 |           | Guy Massonneau    | RPF   | Employé à la Société nationale des constructions aéronautiques, Déols |

### Liste du Mouvement républicain populaire
| N° | Candidats | Candidats     | Parti | Principales fonctions                                                 |
| -- | --------- | ------------- | ----- | --------------------------------------------------------------------- |
| 01 |           | Jean Gilibert | MRP   | Inspecteur commercial                                                 |
| 02 |           | Louis Gibault | MRP   | Agriculteur                                                           |
| 03 |           | Luc Carré     | MRP   | Vétérinaire                                                           |
| 04 |           | Roger Martin  | MRP   | Expert comptable, conseiller général, adjoint au maire de Châteauroux |

### Liste du Parti socialiste ouvrier et paysan
| N° | Candidats | Candidats        | Parti | Principales fonctions         |
| -- | --------- | ---------------- | ----- | ----------------------------- |
| 01 |           | Robert Monestier | PSOP  | Journaliste, ancien résistant |
| 02 |           | Pierre Ribes     | PSOP  | Employé de bureau             |
| 03 |           | André Lusseau    | PSOP  | Ouvrier agricole              |
| 04 |           | Raymond Montagne | PSOP  | Ouvrier métallurgiste         |

### Liste de l'Union des nationaux indépendants et républicains
| N° | Candidats | Candidats             | Parti | Principales fonctions   |
| -- | --------- | --------------------- | ----- | ----------------------- |
| 01 |           | Jacques Sidos         | UNIR  | Correspondant de presse |
| 02 |           | Françoise Poullain    | UNIR  | Secrétaire de direction |
| 03 |           | Jean Lefèvre-Pontalis | UNIR  | Industriel              |
| 04 |           | Pierre Sidos          | UNIR  | Préparateur             |

### Liste de défense des libertés
| N° | Candidats | Candidats        | Parti                | Principales fonctions |
| -- | --------- | ---------------- | -------------------- | --------------------- |
| 01 |           | Étienne Bugeat   | Défense des libertés | Commerçant            |
| 02 |           | Antoine Sucheyre | Défense des libertés | Commerçant            |
| 03 |           | Louis Laussine   | Défense des libertés | Commerçant            |
| 04 |           | Denise Guillemot | Défense des libertés | Secrétaire            |

## Élus
| Député sortant   | Parti | Parti   | Député élu ou réélu | Parti | Parti   |
| ---------------- | ----- | ------- | ------------------- | ----- | ------- |
| Marcel Peyrat    |       | PCF     | Léon Boutbien       |       | SFIO    |
| Georges Pirot    |       | PCF     | Roger Morève        |       | Rad soc |
| Louis Chevallier |       | MRP     | André Chabenat      |       | Rad soc |
| Édouard Ramonet  |       | Rad soc | Édouard Ramonet     |       | Rad soc |

## Résultats

### Résultats à l'échelle du département
- Les listes Rad soc, de la SFIO, du MRP, du CNIP, et RGR-RGRIF se sont apparentées.
- Leurs voix cumulées représentant plus de 50% des exprimés, tous les sièges sont répartis à la proportionnelle entre les partis apparentés.

| Parti    | Parti     | Tête de liste             | Résultats | Résultats | Sièges |  |
| Parti    | Parti     | Tête de liste             | Voix      | %         |        |  |
| -------- | --------- | ------------------------- | --------- | --------- | ------ |  |
|          | PCF       | Marcel Peyrat             | 40 843    | 33,70     | 0      |  |
|          | Rad soc * | Édouard Ramonet           | 31 079    | 25,64     | 3      |  |
|          | SFIO *    | Léon Boutbien             | 15 719    | 12,97     | 1      |  |
|          | CNIP *    | Louis Chevallier          | 8 093     | 6,68      | 0      |  |
|          | RGRIF     | Jacques Durand-Lemazurier | 3 238     | 2,67      | 0      |  |
|          | RPF       | René Thomas               | 9 456     | 7,80      | 0      |  |
|          | MRP *     | Jean Gilibert             | 8 626     | 7,12      | 0      |  |
|          | FUOP      | Robert Monestier          | 1 420     | 1,17      | 0      |  |
|          | UNIR      | Jacques Sidos             | 946       | 0,78      | 0      |  |
|          | Déf. lib  | Étienne Bugeat            | 751       | 0,62      | 0      |  |
|          |           |                           |           |           |        |  |
| Inscrits | Inscrits  | Inscrits                  | 159 425   | 100,00    | 4      |  |
| Votants  | Votants   | Votants                   | 125 447   | 78,69     |        |  |
| Exprimés | Exprimés  | Exprimés                  | 121 194   | 96,61     |        |  |